# Mikel Merino
Mikel Merino Zazón (Pamplona, 22 de junho de 1996) é um futebolista espanhol que atua como meio-campista ou atacante. Atualmente, joga pelo Arsenal.

## Carreira

### Osasuna
Nascido em Pamplona, Navarra, Mikel Merino começou no CD Arrigó e se mudou para as canteras do Osasuna.
Ele fez sua estreia profissional na equipe do Osasuna B, na temporada 2013-14 na Tercera División. A sua estreia na equipe profissional foi em 2014, contra o Barcelona B pela Segunda División Espanhola.
A partir de janeiro 2015, ascendeu a titularidade no clube, Merino atuava com a número oito. E fez uma boa temporada 2015-16.

### Borussia Dortmund
Em 2016, Merino assinou com o Borussia Dortmund, em um acordo de cinco anos. Atuou apenas oito partidas no clube, sendo emprestado ao Newcastle.

### Newcastle United
Atuando no Newcastle, fez sete partidas na primeira temporada, fazendo 17 partidas e um gol com os alvinegros em 2017-18.

### Real Sociedaad
Em 2018 assinou com a Real Sociedad, com o clube basco pagando uma taxa de 12 milhões de euros, em um acordo de cinco anos.

### Arsenal
No dia 27 de agosto de 2024, o Arsenal anunciou a contratação de Mikel Merino. O acordo foi fechado em 32,5 milhões de euros, com 5 milhões de bônus adicionais.

## Títulos
Real Sociedad
- Copa do Rei: 2019–20

Espanha
- Campeonato Europeu Sub-19: 2015
- Campeonato Europeu Sub-21: 2019
- Liga das Nações da UEFA: 2022–23
- Campeonato Europeu: 2024